# Benjamin Böckle
Benjamin Böckle (Dornbirn, Austria, 17 de junio de 2002) es un futbolista austríaco que juega de defensa en el SK Rapid Viena de la Bundesliga austríaca.

## Trayectoria
Comenzó a jugar al futbol en la cantera del FC Lauterach desde donde pasó a la del Red Bull Salzburg, desde la Sub-15 a la sub-18. Tras su periplo en los Roten Bullen pasó a las filas del FC Liefering, equipo filial del Red Bull, donde jugó 2 temporadas. En los Jung-Bullen jugó un total de 27 partidos y anotó un gol.
En el verano de 2022 ficha por el Fortuna Düsseldorf hasta 2025. Esa temporada jugó 7 partidos con el primer equipo y 12 con el filial
La siguiente temporada se marchó cedido sin opción a compra al Preußen Münster.

## Selección nacional
Jugó por primera vez en una selección de Austria sub-15, sub-17, con la que participó en el Europeo de 2019, y sub-18.

## Estadísticas

### Clubes
Actualizado al último partido disputado el 7 de noviembre de 2024.
| Club                             | Div.          | Temporada     | Liga  | Liga  | Copas nacionales | Copas nacionales | Copas internacionales | Copas internacionales | Total | Total |
| Club                             | Div.          | Temporada     | Part. | Goles | Part.            | Goles            | Part.                 | Goles                 | Part. | Goles |
| -------------------------------- | ------------- | ------------- | ----- | ----- | ---------------- | ---------------- | --------------------- | --------------------- | ----- | ----- |
| F. C. Liefering · Austria        | 2.ª           | 2020-21       | 14    | 0     | —                | —                | —                     | —                     | 14    | 0     |
| F. C. Liefering · Austria        | 2.ª           | 2021-22       | 13    | 1     | —                | —                | —                     | —                     | 13    | 1     |
| F. C. Liefering · Austria        | Total club    | Total club    | 27    | 1     | 0                | 0                | 0                     | 0                     | 27    | 1     |
| Fortuna Düsseldorf II · Alemania | 2.ª           | 2022-23       | 12    | 0     | —                | —                | —                     | —                     | 12    | 0     |
| Fortuna Düsseldorf II · Alemania | Total club    | Total club    | 12    | 0     | 0                | 0                | 0                     | 0                     | 12    | 0     |
| Fortuna Düsseldorf · Alemania    | 2.ª           | 2022-23       | 6     | 0     | 1                | 0                | —                     | —                     | 7     | 0     |
| Fortuna Düsseldorf · Alemania    | Total club    | Total club    | 6     | 0     | 1                | 0                | 0                     | 0                     | 7     | 0     |
| Preußen Münster · Alemania       | 3.ª           | 2023-24       | 27    | 0     | 1                | 0                | —                     | —                     | 28    | 0     |
| Preußen Münster · Alemania       | Total club    | Total club    | 27    | 0     | 1                | 0                | 0                     | 0                     | 28    | 0     |
| SK Rapid Viena · Austria         | 1.ª           | 2024-25       | 3     | 0     | 3                | 0                | 1                     | 0                     | 7     | 0     |
| SK Rapid Viena · Austria         | Total club    | Total club    | 3     | 0     | 3                | 0                | 1                     | 0                     | 7     | 0     |
| Total carrera                    | Total carrera | Total carrera | 75    | 1     | 5                | 0                | 1                     | 0                     | 81    | 1     |